# Blake Broszus
Blake Johannes Gerhard Broszus, född 22 november 2000 i Santa Clara i USA, är en kanadensisk fäktare som tävlar i florett. Han har studerat vid University of Pennsylvania och tävlat för deras idrottsförening Penn Quakers.

## Karriär
Vid olympiska sommarspelen 2020 i Tokyo, som arrangerades 2021, var Broszus en del av Kanadas lag tillsammans med Alex Cai och Maximilien Van Haaster som slutade på nionde plats i lagtävlingen i florett.
Vid olympiska sommarspelen 2024 i Paris blev Broszus utslagen i sextondelsfinalen i herrarnas florett av italienske Tommaso Marini samt var en del av Kanadas lag tillsammans med Bogdan Hamilton, Maximilien Van Haaster och Daniel Gu som slutade på sjunde plats i lagtävlingen i florett.